# Phil Lester
Philip Michael «Phil» Lester (født 30. januar 1987) er en britisk videoblogger (vlogger) og youtuber. Han er mest kendt for YouTube-kanalen «AmazingPhil», som han første gang uploadede fra tilbage i marts 2006. Han har tidligere arbejdet delvist som radiovært på BBC Radio 1 med Daniel Howell. Han har også udgivet to bøger, 'The Amazing Book Is Not On Fire' og 'Dan And Phil Go Outside' sammen med Dan Howell.
Lester voksede op i Rawtenstall, Lancashire, England. Han bor i London i en lejlighed sammen med sin bedste ven, Dan Howell. Phil har over 4 millioner subscribers.